# Sørig (Tversted Sogn)
 For alternative betydninger, se Sørig. (Se også artikler, som begynder med Sørig)
Sørig er en landsby i Vendsyssel ved Sørig Enge og Sørig Mose i Tversted Sogn. Den ligger i Hjørring  Kommune og tilhører Region Nordjylland. Landsbyen blev først beboet midt i 1800-tallet, mens Sørig Kirke blev bygget i 1901, og midt i 1900-tallet havde landsbyen købmand, murer, smed, fryseri og mejeri. 
Anno 2006 er bygningerne der stadig, og erhvervsmæssigt er der en vognmand.

## Sørig i 1600-tallet
Om Sørig tilbage i 1600-tallet er der en lille bemærkning i:
Præsteindberetninger til Ole Worm, Bd. 1-2 (Bd. 1 Indberetninger fra Ålborg og Ribe stifter 1625-1642. Bd. 2 Indberetninger fra Århus, Fyns og Lunde stifter 1623-25)
Udg. af Landbohistorisk Selskab, 1974
I bd. 1 under Ålborg stift 1638 er Horns Herred omtalt på side 3 flg., hvor Tversted Sogn, herunder Sørig omtales på s. 4:
Tuersted sogn
Udi Tuersted sogn, som er hoffuetsognet findiss Tuersted kircke oc præstegaarden derhoss liggende. En adelsgaard ved naffn Elkier. Byer 3, som ere Vester Tuersted, Øster Tuersted, Terpet. Eenstedgaarde 3, som ere Giøgsiig, Horsnab, Slynge. Oc en liden bygsted heeder Tuen. Udi Tuersted sogn findiss en aae, løber omkring kircken oc præstegaarden oc kaldiss Tuersted aae. Udi Tuerstedsogn findes vel mange beche oc render, dog iche naffnkundige. Udi Tuersted sogn findis ingen schouffue, ingen synderlige bierge eller høye, men østerst i sognet ligger en merckelig stor moratz oc udørchen, som kaldis Siørig, en stor miil lang oc bred.
Nathanael Pederssøn. Sognepræst i Tuersted, Bintzleff og Ugerbye sogner m.p.
|  | Denne artikel om lokaliteten Sørig (Tversted Sogn) kan blive bedre, hvis der indsættes et (bedre) billede. Du kan hjælpe ved at afsøge Wikimedia Commons for et passende billede eller lægge et op på Wikimedia Commons med en af de tilladte licenser og indsætte det i artiklen. |

57°33′N 10°17′Ø / 57.550°N 10.283°Ø